# Ven (Veghel)
Ven (Veghels dialect: 't Vèn) is een wijk en buurtschap in het Noord-Brabantse Veghel.

## Ligging
De wijk 't Ven ligt in het noorden van de woonplaats Veghel en grenst ten noorden aan de A50 en ten zuiden aan het spoor van het Duits Lijntje dat niet meer in gebruik is. Een restant van de voormalige buurtschap 't Ven ligt tussen de A50 en het dorp Vorstenbosch. De buurtschap dankt haar naam aan de gelijknamige waterplas en visvijver 't Ven.

## Geschiedenis
Reeds in de vroege middeleeuwen waren er ontginningen op 't Ven. Dat hier later kampontginningen plaatsvonden, bewijzen veldnamen als De Kampen en de Kraaijenkamp. Over 't Ven liep in oude tijden de weg van Veghel naar Vorstenbosch. Voor de aanleg van de Watersteeg, liep de oude weg vanuit Veghel door de Vensestraat en ging bij 't Ven over in de Oude Veghelsedijk op  Dinthers grondgebied.
't Ven bleef tot in de 20e eeuw een agrarische buurtschap. Drassige heidegronden, zoals 't Vensbroekje langs de Beekgraaf werden in de loop der tijd ontgonnen. De vochtige grond zorgde voor de aanplant van veel populieren, waardoor de buurtschap een sterk  Meierijs karakter had. Dit besloten landschap van populieren verdween grotendeels in de jaren 60 toen de weg Veghel-Vorstenbosch (Watersteeg) verbreed werd, waarvoor de populieren het veld moesten ruimen. Grootschalige ruilverkaveling ter plaatse van de huidige woonwijk zorgde voor een flinke kaalslag van het gebied en een complete gedaanteverandering. Midden jaren 90 werd begonnen met fase 1 van de huidige woonwijk 't Ven.

## Karakteristieken
De wijk 't Ven is de jongste wijk van Veghel en sinds eind vorige eeuw in aanbouw. De wijk telt zo'n 425 woningen die voornamelijk in moderne architectuur zijn gebouwd. In de wijk bevinden zich zowel huur- als koopwoningen. Bouwfase 4 is nagenoeg opgeleverd. Met de vijfde en laatste bouwfase krijgt de wijk haar afronding rond 2010. Rond de visvijver staan nog enkele monumentale boerderijen.